# Discografia delle Scandal
Questo è un elenco dei dischi pubblicati dalle Scandal dal 2008 ad oggi, tra album in studio, album live, EP e raccolte.

## Album in studio
| Data              | Titolo                               | Etichetta            | Copie vendute | Posizione nelle classifiche Oricon | Posizione nelle classifiche Billboard Japan |
| 21 ottobre 2009   | BEST★SCANDAL                         | Epic Records Japan   | 52 956        | #5                                 | #5                                          |
| 11 agosto 2010    | Temptation Box                       | Epic Records Japan   | 60 301        | #3                                 | #3                                          |
| 10 agosto 2011    | BABY ACTION                          | Epic Records Japan   | 55 664        | #4                                 | #4                                          |
| 26 settembre 2012 | Queens Are Trumps: Kirifuda wa Queen | Epic Records Japan   | 50 476        | #4                                 | #3                                          |
| 2 ottobre 2013    | Standard                             | Epic Records Japan   | 58 092        | #3                                 | #3                                          |
| 3 dicembre 2014   | Hello World                          | Epic Records Japan   | 49 517        | #3                                 | #4                                          |
| 2 marzo 2016      | Yellow                               | Epic Records Japan   | 39 204        | #2                                 | #2                                          |
| 14 febbraio 2018  | Honey                                | Epic Records Japan   |               | #3                                 | #2                                          |
| 12 febbraio 2020  | Kiss from the darkness               | Victor Entertainment | 19 977        | #5                                 | #4                                          |
| 26 gennaio 2022   | MIRROR                               |                      |               |                                    |                                             |

## Album dal vivo
| Data           | Titolo                                                      | Etichetta          | Oricon  | Oricon | Oricon       | Copie vendute (Giappone) |
| Data           | Titolo                                                      | Etichetta          | Blu-ray | DVD    | DVD musicali | Copie vendute (Giappone) |
| -------------- | ----------------------------------------------------------- | ------------------ | ------- | ------ | ------------ | ------------------------ |
| 30 giugno 2010 | SCANDAL First Live - BEST★SCANDAL 2009                      | Epic Records Japan | -       | #5     | #5           | 11 107                   |
| 16 marzo 2011  | Everybody Say Yeah! - Temptation Box Tour 2010 - Zepp Tokyo | Epic Records Japan | -       | #8     | #5           | 10 457                   |
| 22 agosto 2012 | SCANDAL JAPAN TITLE MATCH LIVE 2012 -SCANDAL vs BUDOKAN-    | Epic Records Japan | #14     | #8     | #2           | 15 710                   |

## Raccolte
| Data            | Titolo       | Etichetta          | Copie vendute | Posizione nelle classifiche Oricon | Posizione nelle classifiche Billboard Japan |
| 7 marzo 2012    | SCANDAL Show | Epic Records Japan | 64 140        | #3                                 | #3                                          |
| 6 febbraio 2013 | Encore Show  | Epic Records Japan | 33 033        | #3                                 | #3                                          |

## EP
| Data             | Titolo                       | Etichetta          | Copie vendute | Posizione nelle classifiche Oricon | Posizione nelle classifiche Billboard Japan |
| 8 agosto 2008    | YAH! YAH! YAH! HELLO SCANDAL | Kitty Records      | 1 736         | #217                               | -                                           |
| 17 novembre 2010 | R-Girl's Rock!               | Epic Records Japan | 19 908        | #9                                 | #8                                          |

## Singoli
| Anno | Titolo                            | Posizione più alta   | Posizione più alta                | Posizione più alta            | Posizione più alta | Oricon Weekly Singles Chart | Oricon Weekly Singles Chart | Album                        |
| Anno | Titolo                            | Oricon Singles Chart | Billboard Billboard Japan Hot 100 | Billboard Japan Hot Animation | Classifica RIAJ    | Prima settimana             | Copie totali                | Album                        |
| ---- | --------------------------------- | -------------------- | --------------------------------- | ----------------------------- | ------------------ | --------------------------- | --------------------------- | ---------------------------- |
| 2008 | Space Ranger                      | 186                  | -                                 | -                             | -                  | 401                         | 401                         | YAH! YAH! YAH! HELLO SCANDAL |
| 2008 | Koi Moyō                          | 150                  | -                                 | -                             | -                  | 415                         | 686                         | YAH! YAH! YAH! HELLO SCANDAL |
| 2008 | Kagerō                            | 122                  | -                                 | -                             | -                  | 586                         | 586                         | YAH! YAH! YAH! HELLO SCANDAL |
| 2008 | Doll                              | 26                   | 5                                 | -                             | -                  | 5 115                       | 12 572                      | BEST★SCANDAL                 |
| 2009 | Sakura Goodbye                    | 30                   | 22                                | -                             | -                  | 3 698                       | 6 995                       | BEST★SCANDAL                 |
| 2009 | Shōjo S                           | 6                    | 7                                 | -                             | 5                  | 17 684                      | 33 881                      | BEST★SCANDAL                 |
| 2009 | Yumemiru Tsubasa                  | 12                   | 14                                | -                             | -                  | 5 850                       | 7 450                       | BEST★SCANDAL                 |
| 2010 | Shunkan Sentimental               | 7                    | 17                                | -                             | 3                  | 16 672                      | 32 624                      | Temptation Box               |
| 2010 | Secret Base (Kimi ga Kureta Mono) | -                    | -                                 | -                             | 8                  | -                           | -                           | R-Girl's Rock!               |
| 2010 | Taiyō to Kimi ga Egaku Story      | 10                   | 22                                | -                             | 42                 | 12 359                      | 16 027                      | Temptation Box               |
| 2010 | Namida no Regret                  | 14                   | 27                                | -                             | 27                 | 9 304                       | 12 176                      | Temptation Box               |
| 2010 | Scandal Nanka Buttobase           | 3                    | 7                                 | -                             | -                  | 27 533                      | 35 772                      | BABY ACTION                  |
| 2011 | Pride                             | 7                    | 16                                | 1                             | 6                  | 16 579                      | 25 531                      | BABY ACTION                  |
| 2011 | Haruka                            | 3                    | 14                                | 3                             | 14                 | 21 974                      | 32 238                      | BABY ACTION                  |
| 2011 | Love Survive                      | 11                   | 21                                | -                             | 22                 | 13 507                      | 17 250                      | BABY ACTION                  |
| 2012 | HARUKAZE                          | 6                    | 10                                | 2                             | 6                  | 25 921                      | 33 095                      | Queens Are Trumps            |
| 2012 | Taiyō Scandalous                  | 2                    | 7                                 | -                             | 8                  | 31 583                      | 39 033                      | Queens Are Trumps            |
| 2012 | Pin Heel Surfer                   | 9                    | 15                                | -                             | -                  | 11 300                      | 13 585                      | Queens Are Trumps            |
| 2013 | Awanai Tsumori no, Genki de ne    | 4                    | 10                                | -                             | -                  | 32 533                      | 40 639                      | Standard                     |
| 2013 | Kagen no Tsuki                    | 3                    | 6                                 | -                             | -                  | 28 344                      | 34 712                      | Standard                     |
| 2013 | Over Drive                        | 5                    | 6                                 | -                             | -                  | 15 957                      | 19 208                      | Standard                     |

## Videografia

### Album video
| Data              | Titolo       | Etichetta          | Oricon  | Oricon | Oricon       | Copie vendute (Giappone) |
| Data              | Titolo       | Etichetta          | Blu-ray | DVD    | DVD musicali | Copie vendute (Giappone) |
| ----------------- | ------------ | ------------------ | ------- | ------ | ------------ | ------------------------ |
| 28 settembre 2011 | VIDEO ACTION | Epic Records Japan | #5      | #9     | #2           | 14 067                   |

### Video musicali
| Anno                  | Titolo                                   | Regista/i        |
| --------------------- | ---------------------------------------- | ---------------- |
| 2008                  |                                          |                  |
| Space Ranger          | UGICHIN                                  |                  |
| Koi moyō (anime)      | UGICHIN                                  |                  |
| Space Ranger (studio) |                                          |                  |
| Doll                  | UGICHIN                                  |                  |
| 2009                  | UGICHIN                                  | SAKURA Goodbye   |
| 2009                  | Soujo S                                  | Yuu Shinagawa    |
| 2009                  | Yumemiru tsubasa                         | Yuu Shinagawa    |
| 2009                  | BEAUTeen!!                               | Kyōtarō Toyota   |
| 2009                  | Koi moyō                                 |                  |
| 2010                  | Shunkan sentimental                      | A.T.             |
| 2010                  | Taiyou To Kimi Ga Egaku STORY            | Masaaki Uchino   |
| 2010                  | Secret Base (Kimi ga Kureta Mono)        | Atsushi Nakai    |
| 2010                  | Namida no Regret                         | A.T.             |
| 2010                  | Scandal Nanka Buttobase                  | Yuuya Hara       |
| 2010                  | Koshi-Tantan (Loups=Garous ver.)         |                  |
| 2010                  | Koshi-Tantan (motion capture anime ver.) |                  |
| 2011                  | Pride                                    | Yasuhiko Shimizu |
| 2011                  | Cute!                                    | Gen Hosoya       |
| 2011                  | Haruka                                   | Kensuke Kawamura |
| 2011                  | Haruka (Tōfu kozō ver.)                  |                  |
| 2011                  | Love Survive                             | Smith            |
| 2011                  | Scandal no Theme                         |                  |
| 2012                  | HARUKAZE                                 | A.T.             |
| 2012                  | Taiyō Scandalous                         | Yuuya Hara       |
| 2012                  | Pin Heel Surfer                          | Smith            |
| 2012                  | Cherry Jam                               | Saya Fukase      |
| 2012                  | Koi no Hajimari wa Diet                  |                  |
| 2013                  | Playboy                                  | Wataru Saitō     |
| 2013                  | Satisfaction                             |                  |
| 2013                  | Awanai Tsumori no, Genki de ne           | Daishin Suzuki   |
| 2013                  | Kimi to Mirai to Kanzen Dōki             |                  |
| 2013                  | Kagen no Tsuki                           | Toshihiko Imai   |